# Кора-Хинд, Элла
Элла Кора-Хинд (18 сентября 1861 — 6 октября 1942) — первая женщина-журналист в Западной Канаде, борец за права женщин.

## Ранние годы
Элла Кора-Хинд родилась в Торонто 18 сентября 1861 года в семье Эдвина Хинд и Джейн Кэрролл. Она и её старшие братья Джозеф и Джордж потеряли родителей в молодом возрасте. Хинд было всего два года, когда она потеряла мать, и пять лет, когда умер её отец. После смерти её матери дети переехали в Артимизеа, графство Грей, чтобы жить со своим дедушкой по отцовской линии Джозефом Хиндом и тетей Алисой.
После потери родителей Хинд и её дед очень сблизились. Дед обучал её сельскому хозяйству, рассказывал о лошадях и скотоводстве. Это были полезные знания, которые помогут ей в будущем. Живя с дедушкой, они ухаживали за скотом и зерном. Это было сложно, так как выращивание скота иногда было более продуктивым, чем в другие. Кора выросла в нескольких милях от школы. Из-за этого она не училась в школе до одиннадцати лет, поэтому тетя Алиса учила её дома до 1872 года, когда они построили школу около дома её деда. В конце концов её семья переехала во Флешертон, Онтарио, где Кора получила начальное образование. Она училась в старшей школе в Collegiate Institute of Orillia и в это время жила со своим дядей Джорджем Хиндом. Здесь она сдала свой экзамен, чтобы стать учителем для третьего класса.

## Карьера
После школы Кора переехала со своей тетей Алисой и кузенами Жаном и Жаком на запад, потому что её кузены сказали, что её учителя нужны в Манитобе. Они прибыли в Виннипег в 1882 году. Тетя Хинд содержала магазин одежды и зарабатывала достаточно, чтобы жить, но через несколько недель Кора получила письмо, в котором говорилось, что она провалила часть экзамена по алгебре на экзамене, в котором говорилось, что у неё плохие оценки в аттестате. Однако на неё это не повлияло, потому что она мечтала стать журналисткой.
Хинд обратилась к редактору Manitoba Free Press У. Ф. Лакстон, насчет работы, используя рекомендательное письмо от своего дяди Джорджа, который был другом Лакстона. Лакстон отказал ей, указав, что редакция — не место для женщины без опыта работы в журналистике. Спустя несколько месяцев Хинд отправила статью Лакстону. Он принял письмо, но решил не признавать её как автора. Эта ситуация вынудила её стать машинисткой. «Она проработала там до 1893 года, пока не открыла собственное дело стенографистки». Элла стала первой публичной машинисткой в Манитобе.
Теперь, когда Эллы Кора Хинд наладила свою жизнь, она и её тетя Алиса вступили в Союз христианских женщин за воздержание. Женский христианский союз воздержания (WCTU) — старейшая женская организация в мире. Основанная в 1873 году в Эванстоне, штат Иллинойс, группа возглавила крестовый поход за запрет. Кора также связалась с доктором Амелией Йомэнс, потому что она хотела, чтобы женщины имели право голоса. Они оба сформировали Манитобский Клуб равного избирательного права. Их девизом было «Мир на земле, добрая воля к людям». Кора Хинд и доктор Йомэнс много работали, чтобы улучшить жизнь женщин и бедных. Хинд стала членом Виннипегского отделения Канадского женского пресс-клуба.
Наряду со всеми обязанностями, которые Хинд на себя взяла, она по-прежнему сильно интересовалась сельским хозяйством. Живя в Виннипеге и зная о центре торговли зерном на западе, Кора наконец стала постоянным репортером и коммерческим и сельскохозяйственным редактором Manitoba Free Press. Дж. У. Дефо был редактором газеты, который помог Коре прославиться её точным анализом урожайности сельскохозяйственных культур и другого домашнего скота. В период с 1935 по 1937 год Хинд побывала в 27 странах-производителях пшеницы, запечатлевая свой опыт, в том числе давая комментарии о социальных условиях и исторических ассоциациях в серии писем в Winnipeg Free Press. Подборка этих писем была опубликована по многочисленным просьбам в её книге 1937 года «Увидев сам». Книга была настолько успешной, что двумя годами позже вышла вторая книга «Мои путешествия и открытия» (1939), в которую вошли отрывки из её личных бумаг.
В 1912 году Кора Хинд вместе с Лилиан Бейнон Томас и Нелли МакКланг сформировала Лигу политического равенства. Их кампания за право женщин голосовать позже была предоставлена в 1916 году. После всех её успешных движений она получила множество наград от Союза животноводов Западной Канады, производителей шерсти. Манитобы и Канадского общества технических земледельцев. В 1935 году Университет Манитобы также вручил ей почетную степень доктора юридических наук.

## Смерть
Хинд умерла 6 октября 1942 года. Торги на Виннипегской зерновой бирже были приостановлены на две минуты в её память. United Grain Growers создали стипендию Cora Hind Fellowship для исследований в области сельского хозяйства, а Free Press учредила стипендию Cora Hind по домоводству.